# Ra's al Ghul
Ra's al Ghul är en superskurk från DC Comics serie Batman. Hans namn är arabiskt och betyder "demonens huvud", vilket även refererar till stjärnan Algol. Ra's Al Ghul anses vara Batmans absolut största fiende tillsammans med superskurken Jokern. Figuren skapades av serieförfattaren Dennis O'Neil och tecknaren Neal Adams. Hans första framträdande skedde året 1971. Han har även förekommit i serietidningar om Superman.
2009 blev Ra's al Ghul rankad som nummer 7 på IGN:s "Top 100 Super Villains Of All Time".

## Fiktiv biografi
Ra's al Ghuls tidigare liv och exakta ålder har beskrivits olika av olika författare. Hans ursprung under Post-Crisis berättas i serieromanen Batman: Birth of the Demon (1992) av Dennis O'Neil och Norm Breyfogle.
Som det antyds i Birth of the Demon föddes Ras al Ghul över 600 år innan sitt första framträdande i Batman-serierna, till en stam av nomader i en öken någonstans i Arabien, i närheten av en stad vars invånares förfäder har rest till den arabiska halvön från Kina. Ra's blir intresserad av vetenskap från tidig ålder, och överger sin stam för att bo i staden, där han kan bedriva sin forskning. Han blir läkare och gifter sig med en kvinna med namnet Sora, hans livs kärlek.
Ra's upptäcker hemligheten bakom Lazarus Pit (en källa med naturliga kemikalier som kan återställa liv och bota sjukdomar), och räddar en döende prins genom att sänka ned honom i det. Källan har dock otäcka sidoeffekter, och gör prinsen galen. Han börjar att strypa Sora, som han redan haft ögonen på under en tid. Sultanen, som är ovillig att inse sin sons skuld, förklarar Ra's skyldig till brott, och straffar honom till en långsam, torterande död i en bur i öknen med Soras lik.
Ra's blir befriad av en son till en döende, äldre kvinna, som Ra's tidigare hade undersökt. Sonen anser att han var skyldig Ra's en gentjänst eftersom han lättade hans mors lidande under hennes sista timmar. Ra's och sonen beger sig ut i öknen för att söka upp Ra's födelsestam. Ra's övertygar ledaren av sin stam, hans farbror, att följa Ra's i sin jakt på hämnd genom att lova undergången för sultanen. Genom att förstå teorin om sjukdomars spridning hundratals år innan någon annan lyckas Ra's infektera prinsen med ett dödligt virus genom att skicka honom tyger som smittar. När sultanen kommer för att be Ra's att bota prinsen igen dödar Ra's både honom och hans son. Ra's leder sedan sin stam för att rasera staden med marken och döda alla dess invånare. Därefter förklarar Ra's sig själv som "Demonens huvud."
Ra's tillbringar de kommande århundradena genom att färdas runt i världen. Han deltar i ett flertal krig och blir en fruktad krigare. Då han kommer in i den moderna tidsåldern med dess industrialisering börjar Ra's förakta mänskligheten, som han anser förstör världens naturliga skönhet. Genom sin rikedom bygger han upp en internationell, ekoterroristisk organisation med namnet The Demon. Då Ra's organisation släpper ut ett dödligt virus i Gotham City kommer han i konflikt med Batman. Ra's allierar sig även med Bane, mannen som "krossade fladdermusen", trots hans dotters, Talias, avsmak för honom. Batman och hans medarbetare lyckas dock hitta ett sätt att motverka virusets spridning. Därefter har Ra's al Ghul kommit att bli en av Batmans farligaste fiender.

## Krafter och förmågor
Tack vare sin utökade livslängd har Ra's samlat en stor kunskap inom närstrider, kemi, detektivartisteri, fysik och kampsport. Han har också fått många internationella kontakter och en stor förmögenhet som han samlat under århundraden. I strider utnyttjar han ofta forntida vapen. Dessa vapen inkluderar kroksabel, katana, bola, kaststjärnor, rökkulor och miniatyriserade sprängämnen. Ra's får även assistans från sin muskulöse tjänare, Ubu.
Ra's största vapen är Lazarus Pit, vilken läker honom från skador, samtidigt som den återställer honom till sina bästa år. Hans ständiga exponering av källorna har även gett honom något ökad uthållighet, styrka och helande, men det utvecklar också ett gradvis insättande av galenskap om den överutnyttjas.

## Familj

### Sensei
Sensei introduceras ursprungligen som högt uppsatt medlem av League of Assassins. Han beskrivs som en åldrad, men högutbildad stridsartist. Under berättelserna "Resurrection of Ra's al Ghul" visar han sig vara Ra's al Ghuls månghundraåriga far. Han dör under samma upplaga.

### Dusan al Ghul
Dusan al Ghul var Ra's enda kända son. Han var även kallad Al'Shabah Al-Abyad, som betyder "det vita spöken". Även om lite är känt om hans förflutna har det berättats att han föddes ur en union som var tänkt att stärka hans fars grepp om "några länge utdöda folk", vilket tyder på att han var äldre än Ra's andra barn. Som en albino blev han aldrig betraktad som en potentiell arvtagare till sin fars rike. Han offrade slutligen sig själv för att försäkra sin fars överlevnad under "Resurrection of Ra's al Ghul".

### Nyssa Raatko
Nyssa Raatko är Ra's al Ghuls äldsta kända dotter. Hon föddes till en namnlös kvinna i 1700-talets Ryssland. Hon skulle senare bli en Förintelsens överlevare. Hon mördades under serien "One Year Later" av Cassandra Cain.

### Talia al Ghul
Talia al Ghul är Ra's al Ghuls dotter. Talias mor var en kvinna av blandad kinesisk och arabisk härkomst, och hette Melisande. Hon träffade Ra's på Woodstockfestivalen. Talia föddes inte långt efter. Talia är också en av antagonisterna i 2012 års film The Dark Knight Rises.

### Damian Wayne
Damian Wayne dök ursprungligen upp som ett namnlöst spädbarn i 1987 års serieroman Batman: Son of the Demon. Damian är son till Bruce Wayne och Talia al Ghul, vilket gör honom till Ra's al Ghuls barnbarn.

### Andra
Trots att han varit far till barn med flera kvinnor har Ra's al Ghul bara haft två bekräftade äktenskap. Det första var med Sora, vars död fick Ra's att bli "Demonens huvud". Det andra var med Melisande, Talias mor.

Ra's verkar också ha en namngiven syster eller halvsyster, en kvinnlig lönnmördare som tillhör en grupp som kallas "Daughters of Acheron", vars medlemmar delar samma far. En annan medlem är en kvinna som använder smeknamnet "Promise". Det är oklart om deras gemensamma far, "Acheron", i själva verket är Sensei (vilket skulle göra dem alla Ra's halvsystrar) eller om Ra's bara har en halvsyster på sin mors sida.

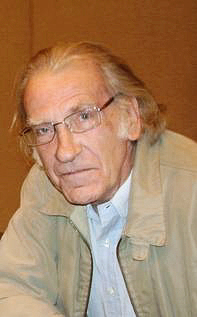
David Warner gjorde rösten till Ra`s al Ghul i Batman: The Animated Series och Batman Beyond.

I Batman and Robin # 12 visar det sig att Talia har klonat sin son, Damian. Klonen är därför tekniskt sett ett annat barnbarn till Ra's al Ghul. Dessutom uppger Nyssa en gång att hon har fött tolv gånger, vilket öppnar möjligheten för att Ra's ska ha många andra ättlingar.

## I andra medier
- Ra's al Ghul medverkar i några olika medier av DC Animated Universe, med röst av David Warner. I Batman: The Animated Series introduceras han i en cameo i episoden "Off Balance". Han är vanligen i sällskap med sin högra hand Ubu och dottern Talia. Ra's medverkar inte i The New Batman Adventures, men dyker upp i spinoff-serien Stålmannen i episoden "The Demon Reborn", där han dör efter att Lazarus-källan blivit ineffektiv, vilket gör att hans ålder kommer ikapp honom. Han medverkar även i två episoder av Batman Beyond.

- Ra's al Ghul dyker upp i TV-serien Batman: Den tappre och modige, med röst av Peter Woodward. I det här programmet är han intresserad av att göra Robin till sin arvinge istället för Batman eller dottern Talia.

- Ra's al Ghul medverkar i Young Justice, med röst av Oded Fehr.

- Ra's al Ghul medverkar som huvudskurken i filmen Batman Begins, spelad av Liam Neeson. Han är ledare för den tusenåriga League of Shadows-organisationen. Under den första halvan av filmen går han under namnet Henri Ducard. Han fungerar som Bruce Waynes mentor och undervisar honom i list och kampsport. Under filmens slut återkommer han och avslöjar sin sanna identitet till Bruce och att han är i maskopi med Scarecrow. I sin sista konfrontation besegrar Batman Ra's genom att lämna honom att dö på ett skenande tåg som faller från en bro och kraschar. Han gör ett cameo-framträdande i The Dark Knight Rises, återigen gestaltad av Liam Neeson. Han visar sig för Bruce i form av en hallucination och berättar för honom att det finns många former av odödlighet och att han har en arvinge som bär på League of Shadows uppdrag att förstöra Gotham City. Josh Pence spelar en yngre version av figuren i en tillbakablick som utspelar sig 30 år innan filmens händelser.

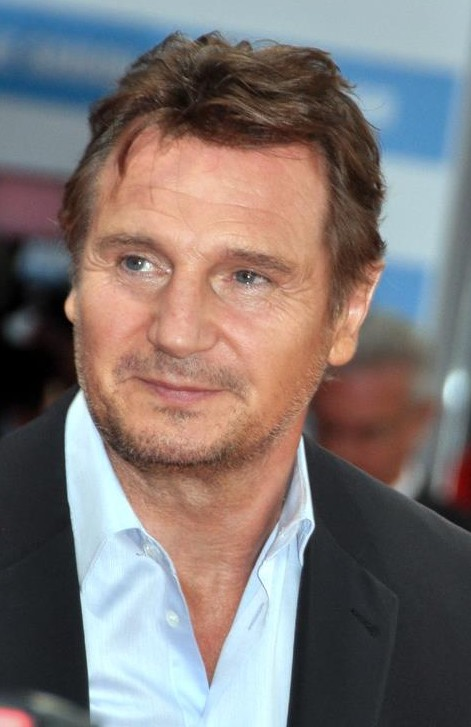
Liam Neeson spelade Ra's al Ghul i Batman Begins och The Dark Knight Rises.

- Ra's al Ghul dyker upp som boss i TV-spelet Batman: Arkham City, med röst av Dee Bradley Baker. Batman måste söka sig till honom för att få ett temporärt motgift, efter att ha blivit förgiftad av Jokern. Efter att ha druckit motgiftet tvingas Batman att slåss mot Ra's för att bevisa sin värdighet. Senare i spelet visar det sig att Ra's al Ghul finansierade Hugo Stranges projekt, Protocol 10.
- Ra's al Ghul medverkar i TV-serien Arrow, där han spelas av Matt Nable. För att locka Oliver Queen till League of Assassins hotar han med att döda Olivers familj och vänner. Detta efter Oliver hjälpt en tidigare medlem av ligan att gömma sig från dem.